# Manau

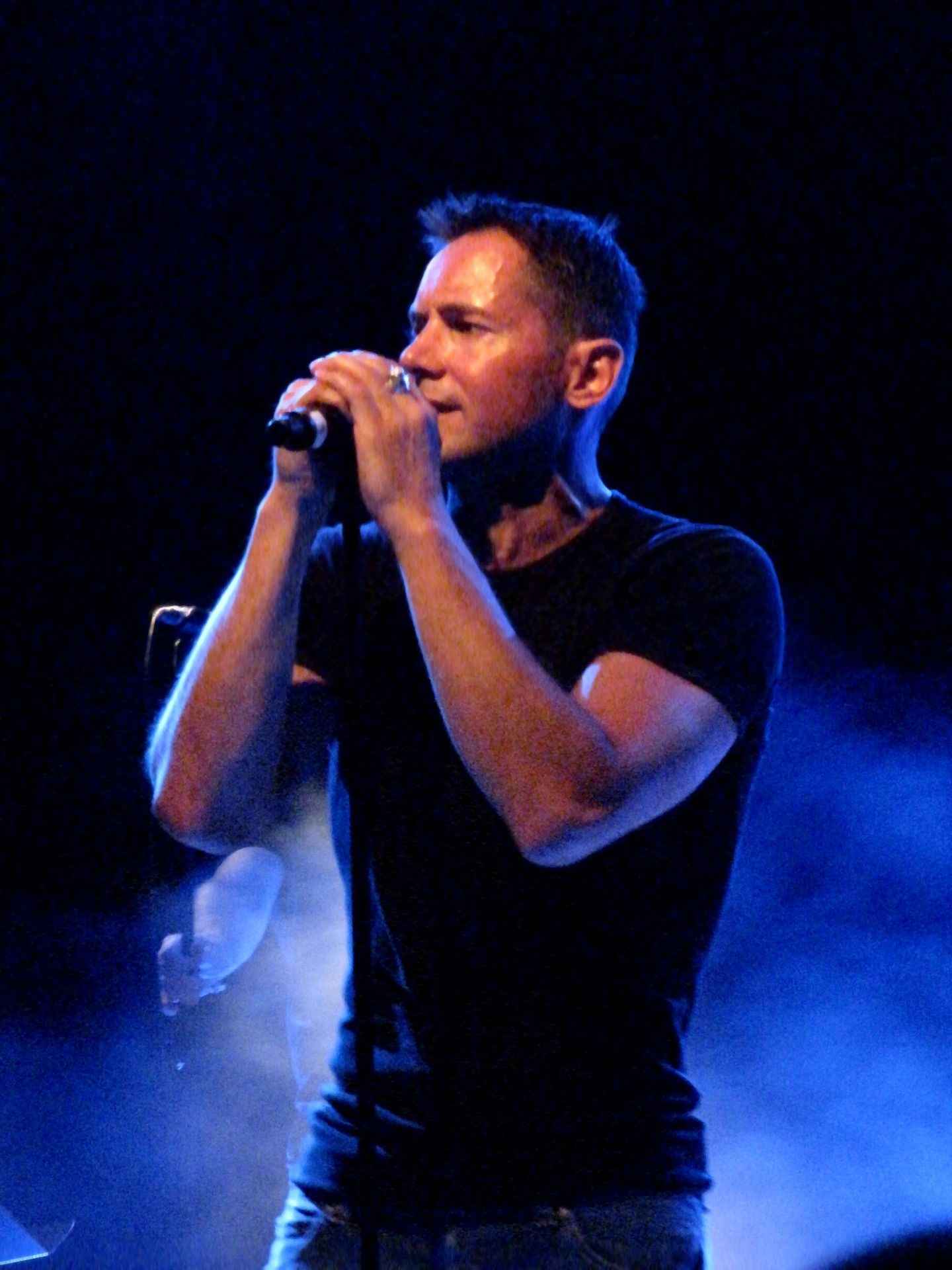
Martial Tricoche bei einem Auftritt im Jahr 2010

Manau ist eine 1998 gegründete französische Hip-Hop-Gruppe, die bekannt wurde, weil sie Elemente der traditionellen keltischen Musik mit modernen Rap-Beats mischte.
Ursprünglich bestand die Band aus den Musikern Martial Tricoche, Cédric Soubiron und R.V. (Hervé) Lardic. Nach dem Ausscheiden von Lardic kam Gregor Gandon zur Gruppe hinzu. Auch wenn die Gruppe in Paris beheimatet ist, stammen alle Mitglieder aus der Bretagne. Der Name der Gruppe leitet sich von dem alten gälischen Namen der Isle of Man ab. 

## Geschichte der Band

### Die Anfänge
Im Jahr 1988 begannen Tricoche und Soubiron eine Radiosendung auf einem regionalen UKW-Sender zu gestalten. Martial leitete die Sendung und Cédric arbeitete als DJ im Hintergrund. Diese Sendung lief über zwei Jahre und brachte den beiden eine große Anzahl Fans. Zum Ende der Sendung gelang es Cédric, eine Anstellung bei dem populären Radiosender Skyrock zu bekommen.
Einige Jahre später traf Cédric auf R.V., der bei dem Sender einen Live-Auftritt mit seiner Band MeanWhile hatte. Er hatte gerade eine siebenjährige Ausbildung am Pariser Musikkonservatorium abgeschlossen und spielte Gitarre, Bass, Akkordeon und Keyboard. Schnell führten beide Gespräche darüber, eine eigene Gruppe zu gründen.
Martial hatte mittlerweile eine Karriere als Songwriter begonnen. Einer der Freunde seines Bruders hatte ihn für die keltische Kultur interessieren können, und er begann schnell, die Werke der bretonischen Folk-Stars wie Dan Ar Braz, Yann-Fañch Kemener und der Gruppe Tri Yann zu entdecken. Martials frühe Lieder waren auch sehr von Jean Markales Novelle L'épopée Celte und Einflüssen keltischer Folklore mit Druiden und keltischen Kriegern beeinflusst.

### Die Gründung der Band
Kurz nach dem Zusammentreffen von Cédric und R.V. trafen beide sich mit Martial, um die Gruppe Manau zu gründen. Sie arbeiteten an einer bisher einzigartigen Synthese traditioneller keltischer Rhythmen und Melodien einerseits und Rap-Beats andererseits. Eines ihrer Demobänder landete auf dem Schreibtisch des Kreativdirektors bei Polydor. Beeindruckt von dem neuartigen Klang bot er ihnen sofort einen Plattenvertrag an.
Die Band nahm eine Single mit dem Titel La Tribu de Dana auf, die im Mai 1998 in den Handel kam. Der Song erreichte sofort Hitstatus, bis heute wurden 1,7 Millionen Platten verkauft, 1,5 Millionen davon bereits in den ersten Monaten nach Erscheinen. La tribu de Dana bedeutet der Stamm von Dana und ist der Name eines irischen Stammes, der in der Novelle L'épopée Celte beschrieben wird.
Obwohl es sich um einen Popsong handelte, klang er auch für Fans älterer Musik vertraut. Der Grund war, dass der Refrain des Liedes der Melodie und dem Arrangement aus Alan Stivells 1970er-Jahre-Hit Tri martolod ähnelte. Stivell verklagte die Gruppe umgehend. Manau vertrat die Ansicht, dass der Song lediglich eine Grundlage und so weit verändert worden war, dass der Vorwurf eines Plagiates haltlos sei.

### Erfolg
Veranlasst durch den Erfolg der Single baten die Marketingdirektoren von Polydor die Band, ein Debüt-Album aufzunehmen. Obwohl die Fertigstellungsfristen sehr eng gesetzt waren, machte Manau sich umgehend an die Arbeit. Sie zogen zur Unterstützung noch Loïc Taillebrest heran, einen bekannten Folkmusiker, der durch seine Fähigkeiten auf dem Dudelsack und der Bombarde bekannt war.
Bereits nach ein paar Wochen war die Arbeit an dem Debüt-Album Panique celtique beendet. Das Album erschien im Juli 1998 und wurde wie erwartet ein Charterfolg. Schnell waren 500.000 Exemplare verkauft, die Millionenmarke wurde nach einem Jahr erreicht.
Manaus Bekanntheitsgrad steigerte sich exponentiell. Bald wurde die Gruppe zu verschiedenen Musikfestivals wie dem bekannten Francofolies-Festival in La Rochelle und dem jährlichen Musikfestival in Marseille eingeladen. Auf dem Saint-Renan-Festival in der Bretagne traten sie gemeinsam mit der legendären französischen Folkgruppe Tri Yann auf.
In Deutschland erlangte die Band Bekanntheit dadurch, dass der Radiosender SWR3 La Tribu de Dana häufig spielte und Manau zu dem alljährlichen New Pop Festival in Baden-Baden einlud.

### Veränderungen
Anfang 1999 begann die Gruppe eine große nationale Tournee, in deren Mitte sie im Februar in Paris bei Victoires de la Musique, der jährlichen französischen Musikpreisverleihung, den Award als Best Rap/Groove Album erhielten. Kurz danach entschied Hervé sich, die Band zu verlassen, und mit seiner alten Band MeanWhile weiterzuarbeiten.
Das Hit-Trio war zu einem Hit-Duo geworden. Das schien die Fans aber nicht zu stören, sie kamen weiter, um ihre Stars Martial und Cédric zu sehen und zu hören.

### Noch einmal
Im Herbst 2000 gelang es Manau ein weiteres Mal, ins Zentrum der französischen Musik-Nachrichten zu rücken, als sie ihr zweites Album Fest Noz de Paname herausbrachten. Sie hatten ein Jahr im Studio verbracht, um den Klang zu perfektionieren, und ihr Klang war – nachdem sie zuvor acht Monate ununterbrochen auf Konzerttournee gewesen waren – deutlich gereift. Weg von dem Celtic rap fusion-Stil, mit dem sie sich einen Namen gemacht hatten, begann die Gruppe nun, mit neuen Genres zu experimentieren und mit verschiedenen Künstlern zusammenzuarbeiten. Das Album enthält zwei Duette mit Maurane und Dee Dee Bridgewater.
Ein Nachfolger erschien 2005, war allerdings weniger erfolgreich als seine Vorgänger.

### Rückkehr
Nach vorheriger Ankündigung auf ihrer Webseite veröffentlichten Manau am 12. Dezember 2011 ihr bislang viertes Album mit dem Namen „Panique Celtique II: Le village“. Dieses Album enthält elf bislang unbekannte Tracks und knüpft sowohl stilistisch als auch inhaltlich an ihr erstes Album an, was sich bereits am Titel des Albums zeigt.
Dazwischen erschien 2007 zum einen das Album „best of“ als auch das Album „Seul et en Silence-Acousitc“.
2013 kam das Album „Fantasy“ raus, das an den ursprünglichen Stil der Band anknüpft.
2019 erschien das bislang neueste Album „Nouvelle vague“ in dem teils auch populäre Volkslieder verarbeitet wurden.
2020 erschien eine neue Single: „Men in Glaz“.

## Band-Mitglieder
- Martial Tricoche – Texte, Sänger, Leiter
- Cédric Soubiron – Komponist, Sänger, Programmierer, DJ
- RV Lardic – Komponist, Sänger, Bassgitarre, Akkordeon, Gitarre, Piano, Keyboard
- Grégor Gandon – Komponist, Programmierer, Violine
- Loïc Taillebrest – Dudelsack, Bombarde
- Laurent Vernerey – Kontrabass, Bassgitarre
- Manu Vergeade – Gitarre
- Anne Mispelter – Harfe
- Eric Mula – Trompete
- Anne-Gaëlle Bisquay – Violoncello
- Elsa Kalfoglou und ihre Gruppe, Pierre Aulas, John Maro Doucouré, Corbett, Iakovos Pappas, Bertrand Ricq, Paul Eric Toussaint – Chorus

## Diskografie

### Alben
| Jahr | Titel              | Höchstplatzierung, Gesamtwochen, AuszeichnungChartplatzierungen (Jahr, Titel, Platzierungen, Wochen, Auszeichnungen, Anmerkungen) | Höchstplatzierung, Gesamtwochen, AuszeichnungChartplatzierungen (Jahr, Titel, Platzierungen, Wochen, Auszeichnungen, Anmerkungen) | Höchstplatzierung, Gesamtwochen, AuszeichnungChartplatzierungen (Jahr, Titel, Platzierungen, Wochen, Auszeichnungen, Anmerkungen) | Höchstplatzierung, Gesamtwochen, AuszeichnungChartplatzierungen (Jahr, Titel, Platzierungen, Wochen, Auszeichnungen, Anmerkungen) | Anmerkungen                             |
| Jahr | Titel              | FR | BEW | DE | CH | Anmerkungen                             |
| ---- | ------------------ | --- | --- | --- | --- | --------------------------------------- |
| 1998 | Panique Celtique   | FR1 Diamant · (78 Wo.)FR | BEW2 Platin · (64 Wo.)BEW | DE75 (5 Wo.)DE | CH34 ×2Doppelplatin · (25 Wo.)CH                                                                                                  | Erstveröffentlichung: 3. Juli 1998      |
| 2000 | Fest noz de Paname | FR21 Gold · (20 Wo.)FR | BEW21 (14 Wo.)BEW | — | CH16 (15 Wo.)CH | Erstveröffentlichung: 20. Oktober 2000  |
| 2004 | On Peut Tous Rever | FR82 (5 Wo.)FR | — | — | CH88 (2 Wo.)CH | Erstveröffentlichung: 19. November 2004 |

Weitere Alben
- 2007: Best Of
- 2007: Seul et en Silence - Acoustique
- 2011: Panique Celtique II: Le village
- 2013: Fantasy
- 2019: Nouvelle vogue
- 2020: Panique Celtique 3

### Singles
| Jahr | Titel Album                                                        | Höchstplatzierung, Gesamtwochen, AuszeichnungChartplatzierungen (Jahr, Titel, Album, Platzierungen, Wochen, Auszeichnungen, Anmerkungen) | Höchstplatzierung, Gesamtwochen, AuszeichnungChartplatzierungen (Jahr, Titel, Album, Platzierungen, Wochen, Auszeichnungen, Anmerkungen) | Höchstplatzierung, Gesamtwochen, AuszeichnungChartplatzierungen (Jahr, Titel, Album, Platzierungen, Wochen, Auszeichnungen, Anmerkungen) | Höchstplatzierung, Gesamtwochen, AuszeichnungChartplatzierungen (Jahr, Titel, Album, Platzierungen, Wochen, Auszeichnungen, Anmerkungen) | Anmerkungen |
| Jahr | Titel Album                                                        | FR | BEW | DE | CH | Anmerkungen |
| ---- | ------------------------------------------------------------------ | --- | --- | --- | --- | ----------- |
| 1998 | La Tribu de Dana Panique Celtique                                  | FR1 Diamant · (27 Wo.)FR | BEW1 ×3Dreifachplatin · (39 Wo.)BEW | DE89 (2 Wo.)DE | CH— GoldCH |             |
| 1998 | Panique Celtique                                                   | FR9 Silber · (16 Wo.)FR | BEW9 Gold · (19 Wo.)BEW | — | — |             |
| 1998 | Mais qui est la belette? Panique Celtique                          | FR1 Gold · (23 Wo.)FR | BEW1 Platin · (22 Wo.)BEW | — | — |             |
| 1999 | L’avenir est un long passé Panique Celtique                        | FR30 (15 Wo.)FR | BEW32 (4 Wo.)BEW | — | — |             |
| 1999 | La confession Panique Celtique                                     | FR32 (16 Wo.)FR | BEW36 (1 Wo.)BEW | — | — |             |
| 2000 | Tout le monde... (...a besoin de tout le monde) Fest noz de Paname | FR16 Silber · (20 Wo.)FR | BEW18 (12 Wo.)BEW | — | — |             |
| 2001 | Fest noz de Paname                                                 | FR63 (3 Wo.)FR | — | — | — |             |

## Auszeichnungen für Musikverkäufe
| Goldene Schallplatte - Kanada - 1999: für das Album Panique Celtique - Niederlande - 1998: für die Single La Tribu de Dana |

Anmerkung: Auszeichnungen in Ländern aus den Charttabellen bzw. Chartboxen sind in ebendiesen zu finden.
| Land/RegionAuszeichnungen für Musikverkäufe (Land/Region, Auszeichnungen, Verkäufe, Quellen) | Silber     | Gold     | Platin     | Diamant     | Verkäufe  | Quellen         |
| -------------------------------------------------------------------------------------------- | ---------- | -------- | ---------- | ----------- | --------- | --------------- |
| Belgien (BRMA)                                                                               | —          | Gold1    | 5× Platin5 | —           | 165.000   | ultratop.be     |
| Frankreich (SNEP)                                                                            | 2× Silber2 | 2× Gold2 | —          | 2× Diamant2 | 2.350.000 | infodisc.fr     |
| Kanada (MC)                                                                                  | —          | Gold1    | —          | —           | 50.000    | musiccanada.com |
| Niederlande (NVPI)                                                                           | —          | Gold1    | —          | —           | 50.000    | nvpi.nl         |
| Schweiz (IFPI)                                                                               | —          | Gold1    | 2× Platin2 | —           | 125.000   | hitparade.ch    |
| Insgesamt                                                                                    | 2× Silber2 | 6× Gold6 | 7× Platin7 | 2× Diamant2 |           |                 |